# 沃洛德米里夫卡 (普里亞速斯凱市鎮)

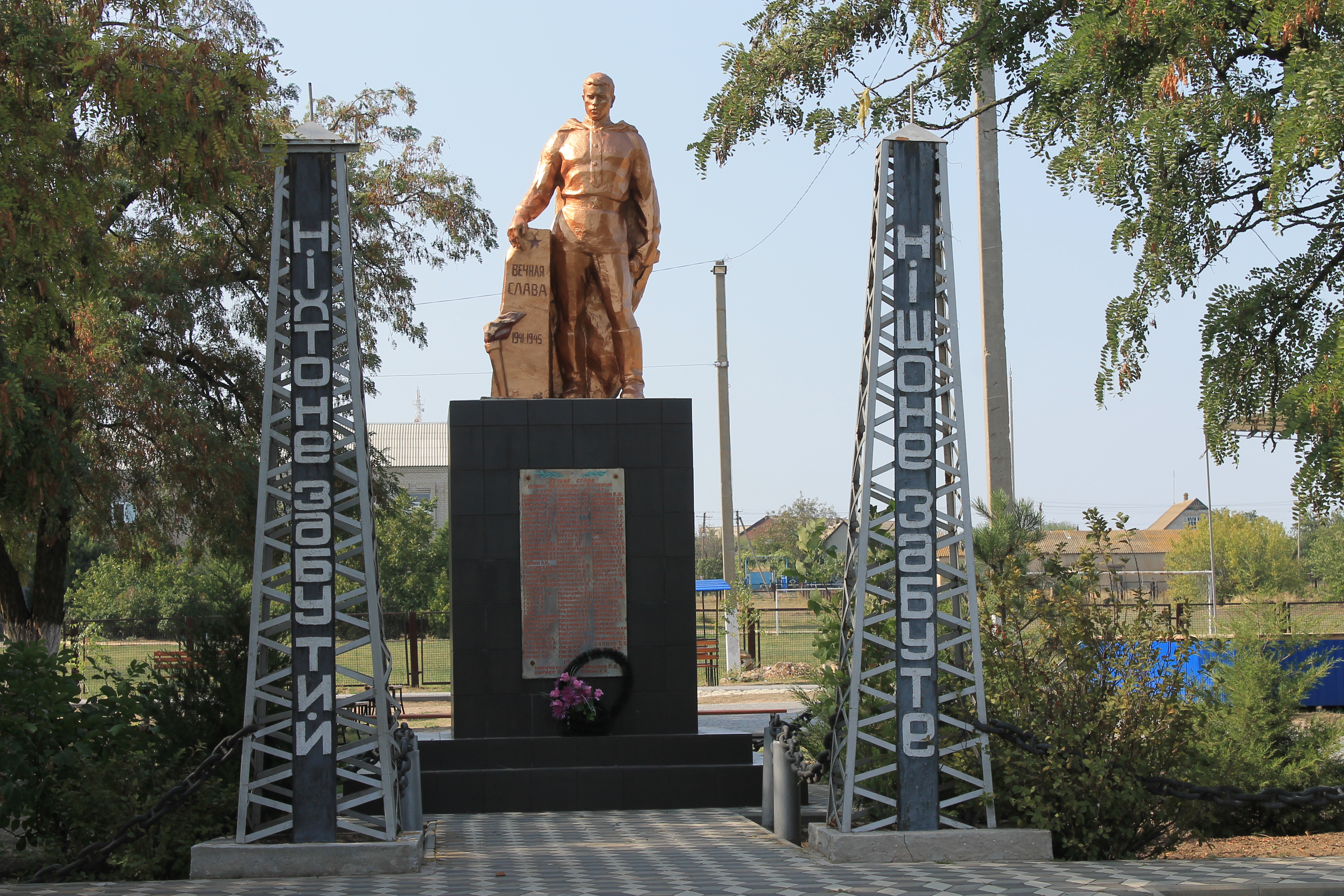
烈士纪念碑

46°43′45″N 35°51′25″E / 46.72917°N 35.85694°E
沃洛德米里夫卡（烏克蘭語：Володимирівка）是位於烏克蘭東南部的村莊，由扎波羅熱州梅利托波爾區的普里亞速斯凱市鎮負責管轄。該村處於科爾薩克河畔，始建於1864年，面積1平方公里，海拔高度10米，2001年人口611。